# アイプラザ豊橋
アイプラザ豊橋（あいぷらざとよはし）は、愛知県豊橋市草間町にある文化施設である。指定管理者として株式会社ケイミックスによって管理されている。

## 概要
2005年（平成17年）に愛知県が発表した「県内にある11件全ての勤労会館を順次廃止する」という計画のもと、2012年（平成24年）3月末で一時閉館。
その後、市民からの要望や、他の豊橋市の文化ホールがライフポートとよはしコンサートホール（1000人収容）以外は、豊橋市公会堂と豊橋市民文化会館のともに座席数が600程度の小規模なものとなるため、豊橋市が「アイプラザ豊橋」として2013年（平成25年）より営業を再開したが、宿泊施設は廃止された。
大ホールは東三河地区最大の座席数となっており、各種コンサート、文化祭、舞踊やカラオケ発表会などに利用されている。小ホールは講演、ピアノ発表会、会議、研修会などに利用されている。
- 大ホール - 固定座席数：1469人
- 小ホール - パイプ椅子換算：約250人
- 和室
- 会議室7室
- 体育館
- 売店

## 主なコンサート実績
ホールツアーの愛知県東部の会場として、ポップ系から演歌まで幅広いジャンルのアーティストから利用されている。
以下ではリニューアルした2013年（平成25年）4月以降に公演を開催した主なアーティストを50音順に掲載。
- 青木隆治（2018年）
- 赤西仁（2015年）
- access（2018年）
- 五木ひろし（2014年）
- 井上陽水（2019年）
- UVERworld（2018年）
- SKE48（2014年）
- 大黒摩季（2017年、2020年）
- 奥田民生（2015年）
- ORANGE RANGE（2018年、2021年）
- 華原朋美（2014年）
- Kiroro（2016年）
- 工藤静香（2018年）
- 久保田利伸（2019年）
- クレイジーケンバンド（2016年、2017年、2018年、2019年、2020年）
- 小林幸子（2015年）
- 財津和夫（2015年）
- さだまさし（2016年）
- THE ALFEE（2015年、2019年）
- 私立恵比寿中学（2017年）
- 島津亜矢（2013年、2015年、2016年、2017年）
- スキマスイッチ（2019年）
- SPYAIR（2016年）
- ソナーポケット（2014年、2018年）
- ソン・シギョン（2017年）
- 谷村新司（2018年）
- 玉置浩二（2016年）
- 中川翔子（2014年）
- 夏川りみ（2014年、2017年）
- パク・ジュニョン（2018年、2019年）
- Hello! Project（2021年）
- 氷川きよし（2013年、2014年、2015年、2016年、2017年、2018年、2019年、2020年）
- VIXX（2016年、2017年[注 1]）
- 平原綾香（2015年）
- 福田こうへい（2015年）
- ポルノグラフィティ（2021年）
- 前川清（2015年）
- 松山千春（2013年）
- 美川憲一（2017年）
- 水瀬いのり（2018年）
- 南こうせつ（2015年）
- 三山ひろし（2018年、2019年、2020年、2021年）
- モーニング娘。（2015年[注 2]、2016年、2017年、2018年[注 3]、2019年）
- 森昌子（2016年）
- 森高千里（2019年）
- 八代亜紀（2018年）
- 山内惠介（2018年）
- 山崎まさよし（2013年）
- ユニコーン（2019年）

## 交通アクセス
- 豊橋鉄道渥美線 南栄駅より徒歩で約8分。
- 東名高速道路 豊川インターチェンジより約30分。
- 駐車場（無料）